# Silkeshäger
Silkeshäger (Egretta garzetta) är en liten vit häger. Den förekommer i Gamla världen och har många likheter med snöhägern (Egretta thula) som förekommer i Nya världen. Efter att länge ha jagats för sina fjädrars skull har silkeshägern återhämtat sig och beståndet anses vara livskraftigt.

## Utseende och läte
Den adulta silkeshägern mäter 55–65 cm på längden, har ett vingspann på 88–106 cm och väger 350–550 gram. Den har en helvit fjäderdräkt. Den har långa svarta ben i kontrast till de gula tårna och en lång, smal, rak och spetsig svart näbb. I häckningsdräkt får den två långa nackplymer och förlängda rygg- och bröstfjädrar, så kallade ägretter. Den nakna huden vid näbbroten ändrar färg till orangeröd. 
Underarten garzetta har gula tår och det nakna hudpartiet vid näbbroten och ögat är hos de icke-häckande individerna blågrått. Underarten nigripes har mörka tår och de icke-häckande har gul naken hud vid näbbasen.
Juveniler har ett liknande utseende som de icke-häckande adulta individerna men har mörkare ben och tår.
Silkeshägern är mestadels tystlåten men utstöter vissa kraxande och bubblande läten vid häckningskolonierna och producerar ett skrikigt varningsläte när den blir störd.

## Taxonomi
Silkeshägerns taxonomi har förändrats mycket genom historien och det råder ännu inte konsensus om artgränserna. Enligt Clements et al 2019 delas den upp i tre distinkta underarter:
- vanlig silkeshäger[4] Egretta garzetta garzetta – häckar över stora delar av Eurasien och i östra och södra Afrika.
- Egretta garzetta nigripes, inklusive immaculata – häckar från Indonesien, Filippinerna och Nya Guinea till norra och östra Australien
- Egretta garzetta dimorpha – häckar på Madagaskar, Aldabra och ön Assumption.

## Utbredning och biotop

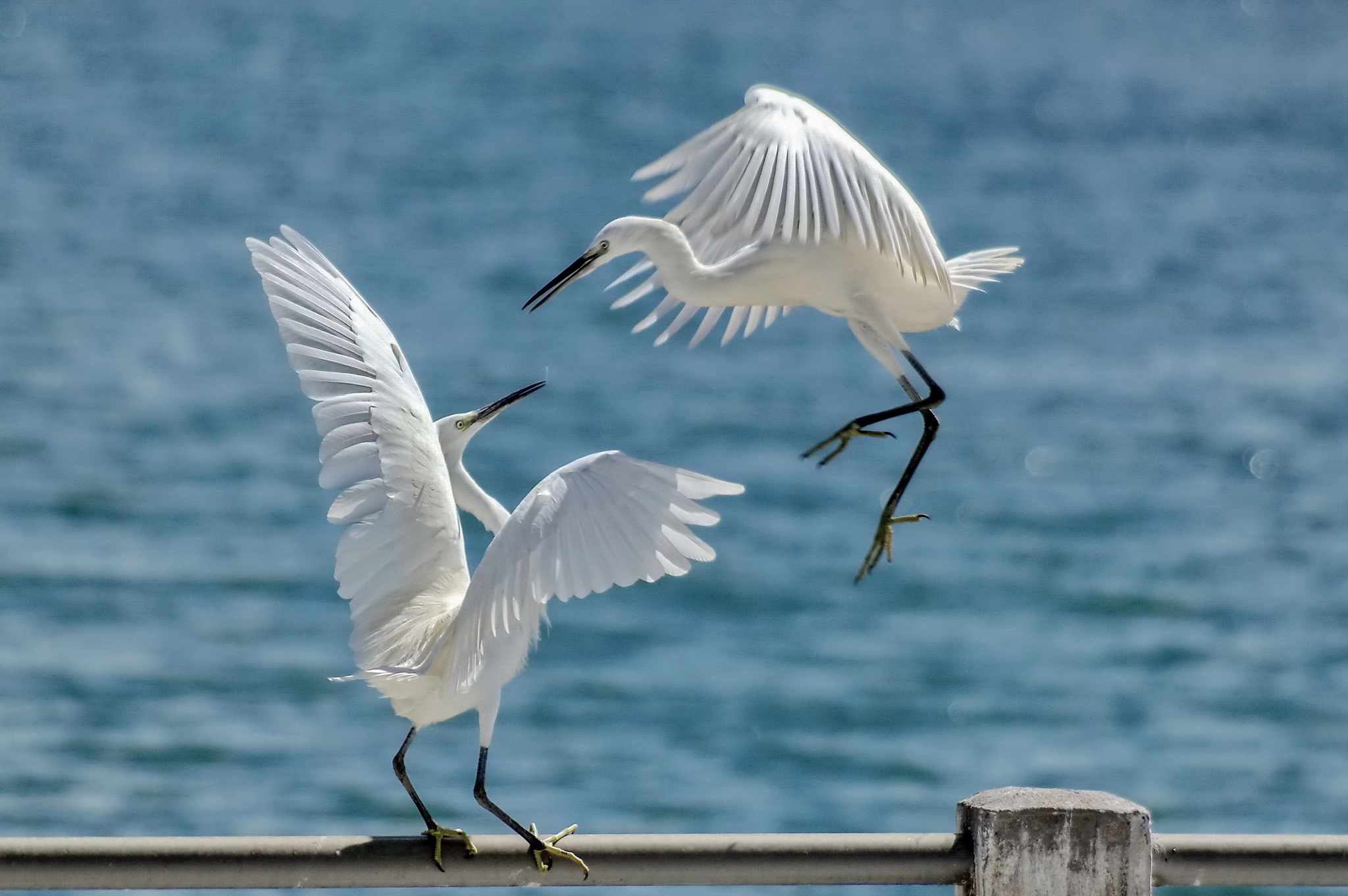
Xiamen, Kina.

Dess ursprungliga utbredningsområde var stora våtmarker i inlandet och vid kusterna i de varmare områdena av Europa, Asien, Afrika och Australien. Populationerna som häckar i de varmare områdena är mestadels stannfåglar medan nordligare populationer, vilket omfattar merparten av Europas silkeshägrar, flyttar till Afrika och södra Asien. Vissa individer flyttar norrut efter häckningssäsongen vilket förmodligen utgör huvudorsaken till denna hägers expansion till andra områden.

### Koloniseringen av Nya världen
Silkeshägern har påbörjat sin kolonisering av Nya världen. Första observationen gjordes på Barbados i april 1954 och den började häcka på ön 1994. Den observeras allt oftare i ett område som sträcker sig från Surinam och Brasilien i söder till Newfoundland och Québec i norr. Silkeshägrarna på östkusten tros ha flyttat norr tillsammans med snöhäger från Karibien.

### Koloniseringen av norra Europa

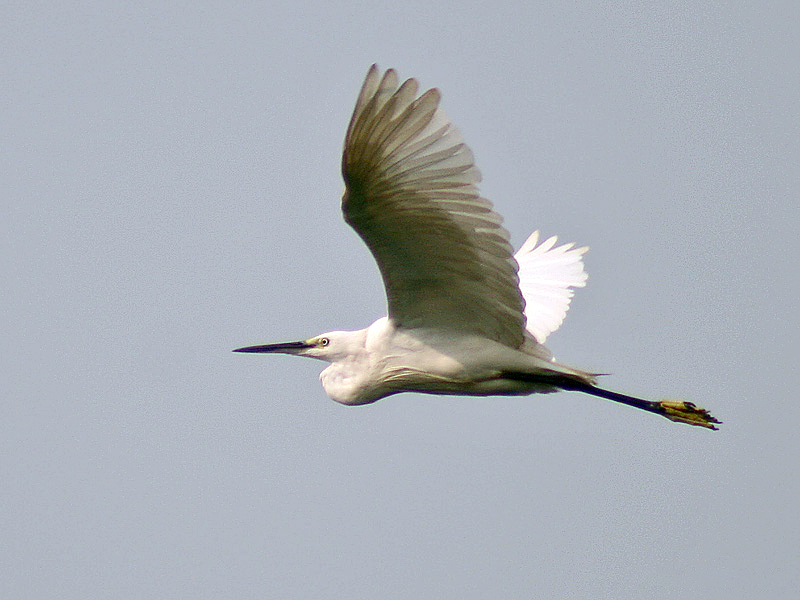
Flygande i Kolkata, Västbengalen, Indien.

Fram till 1950-talet häckade silkeshägern enbart i södra Europa. Under de kommande decennierna blev den allt vanligare i västra Frankrike och senare utmed franska nordkusten. Från och med 1979 häckade den i Nederländerna där antalet häckande par ökade fram till 1990-talet.
I Storbritannien var observationer av silkeshäger ovanlig fram till slutet av 1900-talet och det fanns inga indikationer på att det någonsin förekommit ett häckningsförsök. I kontrast till detta har den nu blivit en regelbundet häckande art och vanligt observerad i flockar vid specifika kustlokaler. Den första genomförda häckningen skedde på Brownsea Island i Dorset 1996. Idag finns det ett antal kolonier i södra England. Arten häckade i grevskapet Cork på Irland 1997 och i Wales för första gången 2002.

### Silkeshägern i Sverige
I Sverige är silkeshägern en sällsynt men regelbunden gäst med flera fynd årligen.

## Ekologi

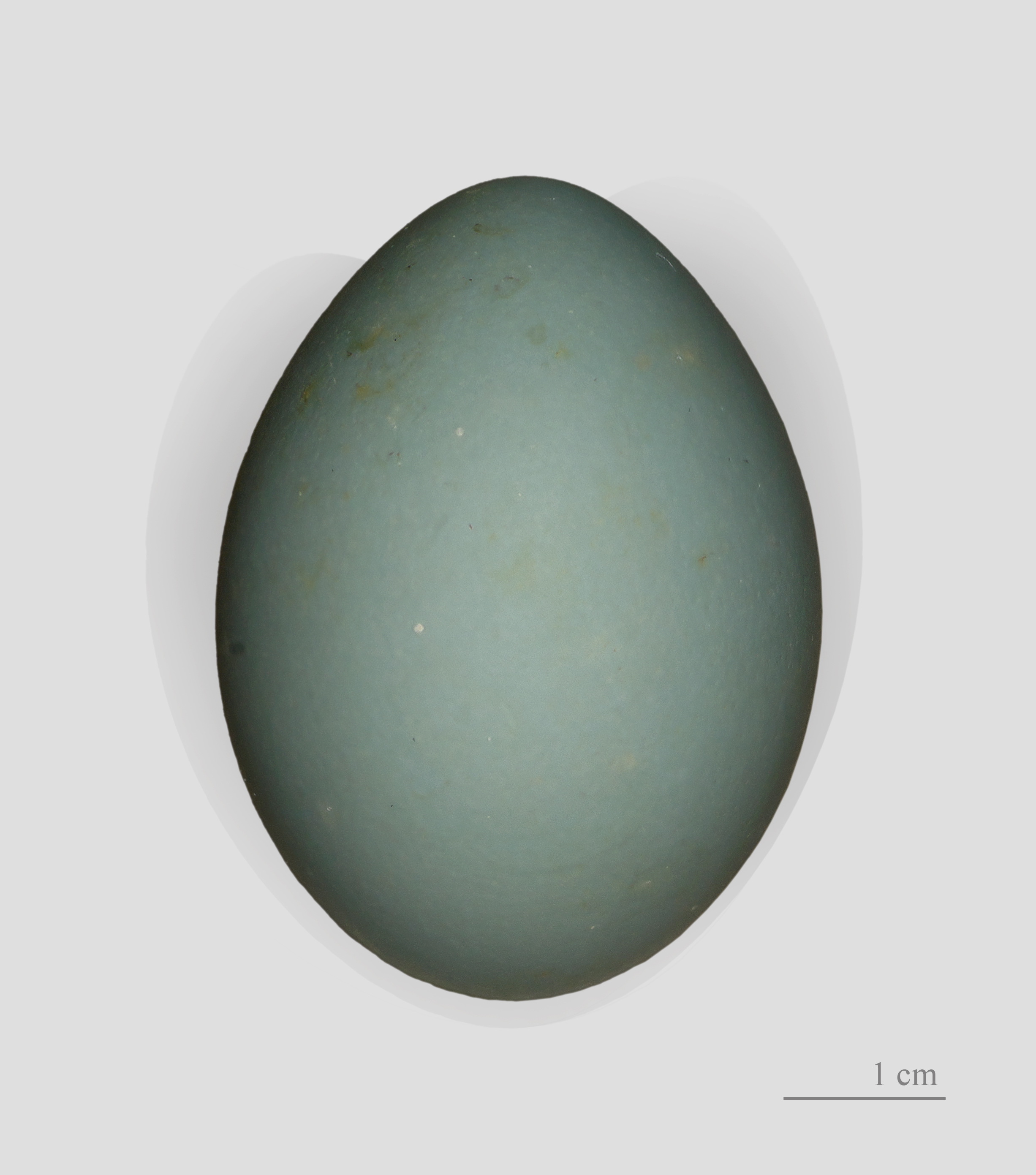
Ägg av silkeshäger.

Silkeshägern häckar i kolonier, ofta tillsammans med andra vadande fåglar, på plattformar byggda av grenar i träd eller buskar eller på en bädd av vass eller bambu. På vissa platser som exempelvis Kap Verde, häckar arten på klippor. Paret försvarar ett litet revir på ungefär tre till fyra meter runt boet. De tre till fyra, ovala, matta och blekt blågröna äggen ruvas av båda föräldrarna i 21–25 dygn. Dunungarna är vita och tas om hand av föräldrarna i 40–45 dygn tills de är flygga.

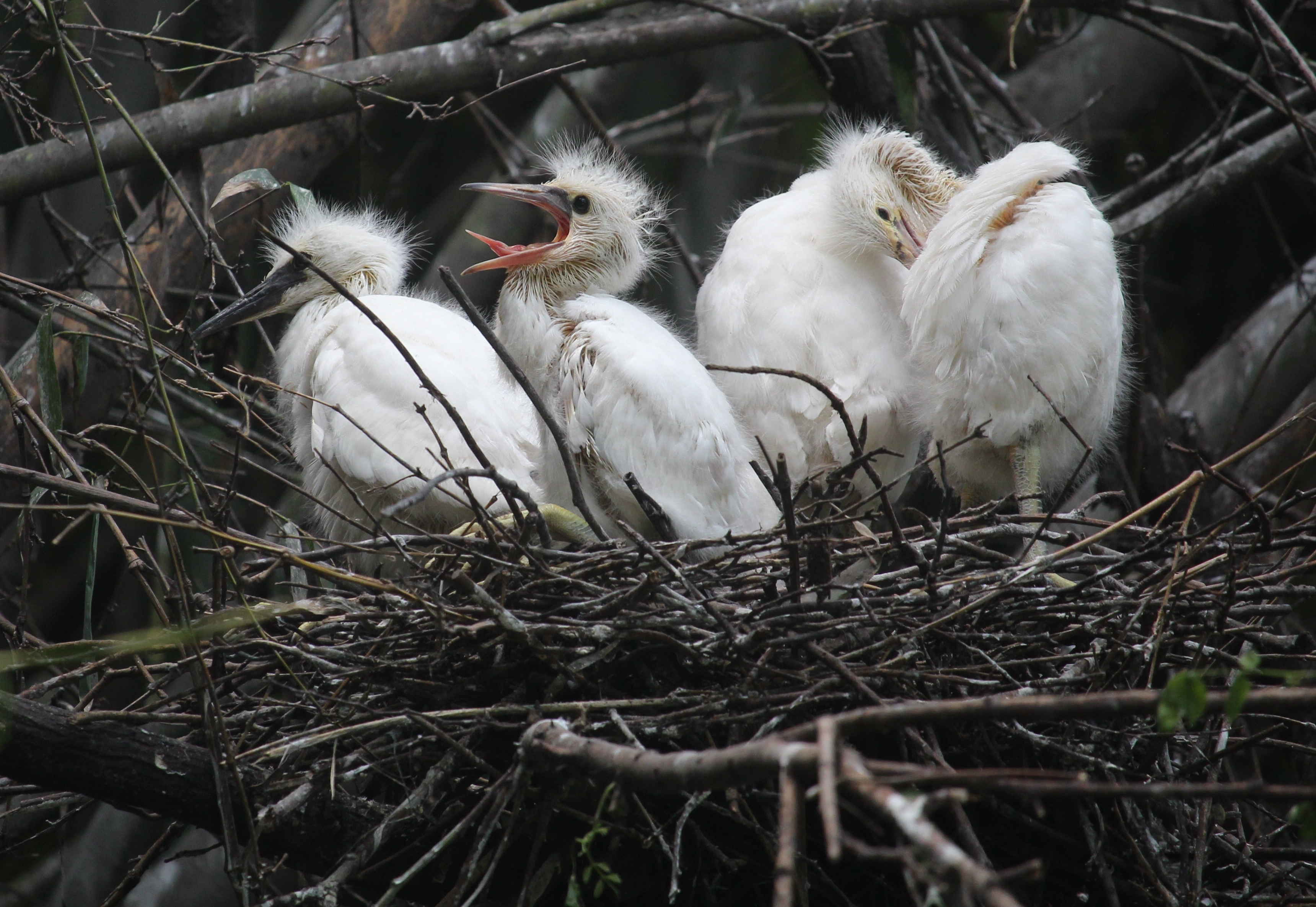
Ungar i bo.

Silkeshägern födosöker i grunda vatten, ofta småspringade med resta vingar eller stillastående för att överraska sitt byte. Den äter en varierad kost av små djur som fisk, kräldjur, kräftdjur, och insekter.

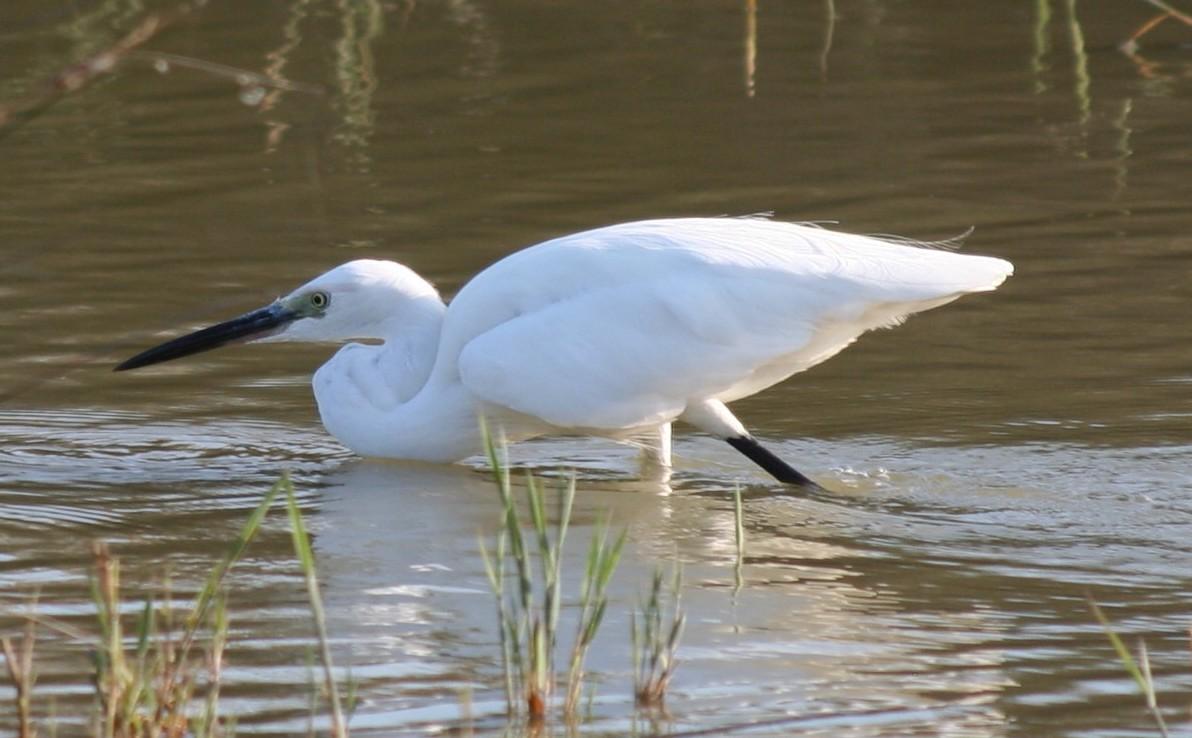
Födosökande silkeshäger

## Status
Från 1600-talet och framåt uppstod en efterfrågan på de vita hägrarnas fjäderplymer, de så kallade ägretterna, vilka användes till främst huvudbonader. Denna efterfrågan ökade kraftigt under 1800-talet på grund av modet som då rådde. Detta resulterade i att handeln med skinn nådde miljonstrecket. Man födde också upp vita hägrar för att kunna plocka plymerna utan att döda fågeln men den absoluta merparten av plymer kom från jagade vilda fåglar. Denna jakt resulterade i att ett flertal populationer runt om i världen av vita hägrar minskade drastiskt vilket i sin tur resulterade i att fågelskyddsorganisationer bildades, som Storbritanniens Royal Society for the Protection of Birds (1898) och nordamerikanska National Audubon Society (1905). Den intensiva handeln med fjädrarna upphörde i början av 1900-talet.
Idag har arten återhämtat sig och världspopulationen anses inte vara hotad. Istället är populationen i ökande globalt, I Europa dock i minskande eller på stabil nivå. Beståndet uppskattas till mellan 600 000 och 3 150 000 individer, kusthägern (Egretta dimorpha) inräknad, I Europa tros det häcka 66 700–84 800 par.
Silkeshägerns bestånd hotas av försämring av dess levnadsmiljö, dränering av våtmarker till förmån för jordbruk samt miljögifter från jordbruk och industrier. Den är också mottaglig för fågelinfluensa och kan därför drabbas av kommande epidemier.

## Namn
Silkeshägerns vetenskapliga artnamn garzetta kommer av Garzetta eller Sgarzetta, italienska namn på arten.